# دیوید مازوز
دیوید مازوز (انگلیسی: David Mazouz؛ زادهٔ ۲۰۰۱) یک هنرپیشه اهل ایالات متحده آمریکا است. وی از سال ۲۰۱۰ میلادی تاکنون مشغول فعالیت بوده‌است.
از فیلم‌ها یا برنامه‌های تلویزیونی که وی در آن نقش داشته است می‌توان به گاتهام و کیک تولد اشاره کرد.